# Jim Leighton
James "Jim" Leighton (Johnstone, 24 de julho de 1958) é um ex-futebolista escocês que atuou como goleiro/guarda-redes.

## Carreira

### Clubes
O clube com o qual mais se identificou foi o Aberdeen, onde passou os dez primeiros anos de sua carreira e os três últimos. Em sua primeira passagem, sob o comando do técnico Alex Ferguson, participou do melhor momento da história da equipe, que venceu três vezes o campeonato escocês (em 1979, 1983 e 1984), um grande feito onde o futebol é polarizado em apenas duas equipes (o Celtic e o Rangers). Venceu ainda quatro vezes a Copa da Escócia (1982, 1983, 1984 e 1986), e os títulos mais importantes do clube, a Recopa Europeia - hoje extinta -  e a Supercopa Europeia de 1983, o grande ano do clube. Leighton foi devidamente integrado ao Hall da Fama do Aberdeen na inauguração da honraria, em 2003.
Além do Aberdeen, Leighton defendeu Manchester United, Arsenal, Reading, Dundee, Sheffield United e Hibernian.
De volta ao Aberdeen, Leighton encerrou sua carreira em 2000, aos 41 anos.

### Seleção Escocesa
Leighton é o segundo atleta com mais convocações para a Seleção Escocesa em todos os tempos (91 convocações), sendo superado apenas por Kenny Dalglish.
Sua primeira participação com a camisa escocesa deu-se em 1982, com a convocação para a Copa da Espanha, mas nem chegou a entrar em campo - era o terceiro goleiro. Esteve também nos Mundiais de 1986, 1990 e 1998 (em todas foi titular), esta última aos 39 anos.
Leighton poderia também ter disputado a Copa de 1994, mas os escoceses não conseguiram a vaga - ficaram em quarto lugar no Grupo A, atrás de Itália, Suíça (classificadas) e Portugal (também eliminado da disputa por uma vaga na Copa). A derrota por 3 a 1 para os italianos foi decisiva para a eliminação escocesa após cinco classificações seguidas para o Mundial.
O goleiro disputou apenas uma Eurocopa, em 1996, ficando na reserva de Andy Goram. 

### Aposentadoria
Sua despedida da Seleção foi em outubro de 1998, quando Leighton já tinha completado 40 anos.